# Омански залив
Омански залив повезује Арапско море са Персијским заливом. Обично се сматра за део Персијског залива, а не Арабијског мора. На његовим северним обалама се налази Иран, а на јужним Оман и малим делом Уједињени Арапски Емирати. 